# Grammia simplex
Grammia simplex là một loài bướm đêm thuộc phân họ Arctiinae, họ Erebidae.